# Selección de fútbol de Guernsey
La selección de fútbol de la Guernsey es el equipo representativo de esta isla en las competiciones oficiales, su organización está a cargo de la Asociación de fútbol de Guernsey. Guernsey no es miembro asociado a la FIFA ni a la UEFA, por lo que sus partidos no son reconocidos por esta entidad.

## Títulos
- Juegos de las Islas  Medalla de Oro: 3

2001, 2003, 2015
- Muratti Vase: 46

1905, 1906, 1907, 1909, 1912, 1913, 1914, 1922, 1923, 1925, 1927, 1929, 1930, 1932, 1933, 1934, 1935, 1936, 1937*, 1938, 1950, 1951, 1952, 1954, 1957, 1966, 1969, 1972, 1974, 1975, 1978, 1979, 1980, 1983, 1985, 1988, 1991, 1992, 1997, 1999, 2001, 2005, 2010, 2012, 2013, 2014, 2017 (* título compartido)

## Historial contra otras selecciones
- Último juego: Guernsey 0-1 Jersey - Arsenal Ground - 12 de mayo de 2018.

(Última actualización: 12 de mayo de 2018)
| Oponente            | PJ  | PG  | PE | PP | GF  | GC  |
| ------------------- | --- | --- | -- | -- | --- | --- |
| Åland               | 2   | 0   | 1  | 1  | 2   | 4   |
| Alderney            | 55  | 54  | 0  | 1  | 253 | 22  |
| Cornualles          | 3   | 1   | 1  | 1  | 4   | 8   |
| Islas Malvinas      | 1   | 1   | 0  | 0  | 3   | 0   |
| Frøya               | 3   | 3   | 0  | 0  | 15  | 2   |
| Gibraltar           | 3   | 2   | 1  | 0  | 6   | 1   |
| Gotland             | 1   | 1   | 0  | 0  | 3   | 0   |
| Groenlandia         | 2   | 1   | 1  | 0  | 6   | 0   |
| Isla de Man         | 4   | 4   | 0  | 0  | 14  | 3   |
| Isla de Wight       | 5   | 2   | 2  | 1  | 9   | 8   |
| Jersey              | 112 | 47  | 12 | 55 | 191 | 214 |
| Menorca             | 1   | 1   | 0  | 0  | 2   | 1   |
| Islas Orcadas       | 2   | 2   | 0  | 0  | 13  | 0   |
| Rodas               | 2   | 1   | 1  | 0  | 2   | 1   |
| Shetland            | 3   | 1   | 0  | 2  | 7   | 9   |
| Hébridas Exteriores | 1   | 1   | 0  | 0  | 2   | 1   |
| Anglesey            | 7   | 4   | 2  | 1  | 15  | 6   |
| TOTAL               | 206 | 125 | 21 | 62 | 545 | 279 |

## Participación en losJuegos de las Islas
| 1989 | 1991 | 1993 | 1995 | 1997 | 1999 | 2001 | 2003 | 2005 | 2007 | 2009 | 2011 | 2013 | 2015 | 2017 | 2023 |
| ---- | ---- | ---- | ---- | ---- | ---- | ---- | ---- | ---- | ---- | ---- | ---- | ---- | ---- | ---- | ---- |
| np   | 6.º  | np   | 5.º  | 4.º  | 9.º  | 1.º  | 1.º  | 2.º  | np   | 3.º  | 2.º  | np   | 1.º  | 3.º  | 5.º  |

- El cuadrado azul indica el anfitrión
- np – no participó